# Olde Borg (Norden)
Die Olde Borg ist eine abgegangene Burganlage im Süden der Altstadt von Norden im niedersächsischen Landkreis Aurich.

## Geschichte
Die Olde Borg gehört zu den ältesten der bekannten Burgen Ostfrieslands. Während spätere Norder Burgbauten durch Häuptlingsfamilien erbaut worden sind, war die Landesgemeinde Norden die Bauherrin der 1285 errichteten Olde Borg. Um den Landfrieden zu wahren, griff die Landesgemeinde zum eigentlich geächteten Mittel des Burgenbaus. Burgen galten als Ausdruck der Adelsherrschaft und deshalb mit der Friesischen Freiheit nicht vereinbar. Mit dem Bau der Burg wurde das Amt des „novus magistratus“ geschaffen. Er bestand aus vier Mitgliedern, die als Friedensrichter fungierten und gleichzeitig der Burg und ihrer Besatzung vorstanden. In der Mitte des 14. Jahrhunderts wurden sie von den damals erstarkenden Häuptlingsfamilien gezwungen, ihre Ämter niederzulegen. Damit kam die Burg in die Hände der führenden Adelsfamilie Idzinga. In einem Vertrag von 1428 zwischen dem Bund der Ostfriesen und Häuptling Hima Idzinga sicherte man den freie Abzug der Besatzung auf der Olde Borg zu. Weitere Nachrichten existieren nicht zu dieser Burg; sie dürfte bald darauf geschliffen worden sein.
Der Burggraben wurde 1925 beim Bau des Krankenkassengebäudes angeschnitten, zudem sind gelegentliche Funde von Kanonenkugeln belegt. Mehr ist zur Gestalt der Burg nicht bekannt.